# Plagithmysus newelli
Plagithmysus newelli är en skalbaggsart som beskrevs av Sharp 1896. Plagithmysus newelli ingår i släktet Plagithmysus och familjen långhorningar. Inga underarter finns listade i Catalogue of Life.